# The Kathmandu Post
The Kathmandu Post este un important cotidian publicat în Nepal. Înființat în februarie 1993 de Shyam Goenka, este unul dintre cele mai mari ziare în limba engleză din țară. Ziarul este deținut în mod independent și publicat de Kantipur Publications, proprietarii celui mai mare vândut ziar din Nepal, Kantipur în limba nepaleză. The Post este membru al Asia News Network, o alianță de nouăsprezece ziare asiatice. The Kathmandu Post este primul ziar în limba engleză deținut de un privat din Nepal și este principalul ziar în limba engleză al Nepalului, cu un tiraj zilnic de 95.000 de exemplare.
Primele cinci pagini ale Postului sunt dedicate în primul rând știrilor naționale și în fiecare zi, ultima pagină oferă o varietate de rubrici, inclusiv clarificări, interviuri, recenzii auto și recenzii despre restaurante și destinații. În zilele săptămânii, ziarul conține și pagini de cultură și artă, care acoperă știri naționale și internaționale despre societate, stil de viață, modă și tehnologie. În weekend, The Post se concentrează pe jurnalism cu articole lungi, satiră și articole creative non-ficțiune.
Începând cu 2018, The Post a început să se concentreze pe reportaje de investigație mai lungi, și analize, făcând din acestea partea cea mai importantă din edițiile zilnice.
În octombrie 2007, birourile The Kathmandu Post au fost atacate de Uniunea Muncitorilor pentru Tipărire și Publicare din Nepal, grup aflat în legătură cu foștii rebeli maoiști ai Partidului Comunist Unificat din Nepal (maoist). Tipografia a fost vandalizată, oprindu-se astfel publicarea ziarului. Două sute de jurnaliști și profesioniști din domeniul juridic au mărșăluit în Kathmandu pentru a protesta împotriva atacurilor.
The Kathmandu Post continuă să apară zilnic și include un ziar online atât în engleză, cât și în nepaleză.